# Jak–130
A Jak–130 (NATO-kódja: Mitten) Oroszországban nemzetközi, olasz–orosz vegyesvállalat által kifejlesztett, hangsebesség alatti, két gázturbinás sugárhajtóművel felszerelt kétüléses, többcélú kiképző repülőgép (lead-in fighter trainer, LIFT). A fejlesztés egy részét a Jakovlev-tervezőiroda (OKB–115) végezte, amit 1991-ben kezdtek el. A prototípus első felszállását 1996. április 26-án hajtotta végre. 2005-ben megnyerte az orosz kormányzat által kiképző repülőgép feladatra kiírt tendert a MiG–AT ellenében. Az első sorozatban gyártott példányt 2009-ben adták át az Orosz Légierőnek. Repülési tulajdonságai és avionikája lehetővé teszik a legtöbb 4+ generációs vadászrepülőgépre való felkészítésre, valamint a Szuhoj T–50/PAK FA ötödik generációs vadászbombázóra is. Képes felfüggesztett fegyverzetet is alkalmazni, mint könnyű támadórepülőgép 3000 kg össztömegig, illetve felderítő bevetéseket is teljesíthet.
Az olasz–orosz fejlesztési folyamat végtermékét az olasz Alenia Aermacchi cégcsoport M–346 Master néven forgalmazza a nemzetközi repülőgép-piacon, némileg módosítva, továbbfejlesztve. A még tesztelés alatt álló alapfokú Jak–152-vel egy kiképzési rendszert alkot. A két gépnek egységesített műszerezettsége és kezelőszervei vannak.

## Története
Az 1990-es évek legelején a szovjet vezetés fejlesztési utasítást adott ki több tervezővállalatnak a csehszlovák gyártású L–29 Delfín és L–39 Albatros kiképző repülőgépek leváltására. Öt tervezővállalat adott be tervkoncepciót: a Szuhoj az SZ–54-et, a Mjasziscsev az M–200-at, a Mikojan a MiG–AT-t és a Jakovlev a Jak–UTSZ-t. 1991-re egyedül a MiG és a Jak tervek maradtak versenyben.
A Jak–UTSZ fejlesztési munkái 1991-ben kezdődtek és 1993 szeptemberéig tartottak. Még ebben az évben együttműködési megállapodást kötöttek az olasz Aermacchi vállalattal egy közös koncepció kidolgozása érdekében, a fejlesztési típusjelet Jak/AEM–130-ra változtatták. A megállapodás többek között arról szólt, hogy az olasz piacra M–346 jelzéssel fogják bevezetni és forgalmazni. 2002. április 10-én az orosz tenderen győztesnek hirdették ki a Jak–130-at, ezzel legyőzve a hagyományosabb kialakítású MiG–AT-t.
A típus első felszállását 1996. április 25-én hajtotta végre a zsukovszkiji repülőtéren. Az első gép az RA–431130 regisztrációs lajstromjelzést kapta. A gép első nemzetközi szereplése a 2005-ös Le Bourget-i kiállításon volt júniusban. Még abban az évben az Orosz Légierő 12 darabos elősorozatot rendelt. Az első gép végszerelése 2004. április 30-án fejeződött be a Szokol Repülőgépgyárban Nyizsnyij Novgorodban, még aznap elvégezte első fel- és leszállását. Ezt további három elősorozat-példány követte, a tesztelést négy géppel végezték. 2009 decemberére a típussal befejezték a tesztelési sorozatokat és sorozatgyártásra, szolgálatra késznek nyilvánították. Az első sorozatban gyártott példány 2010. február 19-én érkezett meg a lipecki oktatóközpontba. A többi 11 gépet is átvették valószínűleg még abban az évben. Az Orosz Légierő legalább 72 darabot akar először hadrendbe állítani, amely mennyiség elégséges négy kiképzőezrednek.

## Üzemeltetési története
2010. május 29-én egy orosz Jak–130 Lipeck közelében lezuhant, mindkét pilóta sikeresen katapultált.
Az első exportmegrendelés Algériából érkezett 2006-ban, 16 darab repülőgépet rendeltek meg. Az Algériai Légierő részére 2009 augusztusában végszerelték az elsőt, majd be is repülték. Első gépeit 2010-ben vette át.
Második külföldi megrendelője a típusnak Líbia volt, szintén 2006-ban, 6 darab megvásárlására írtak alá keretszerződést. A gépek 2011-2012-ben kerültek volna leszállításra, azonban a Líbiai Nemzeti Átmeneti Tanács 2011 szeptemberében törölte a megrendelést.
Szíria is érdeklődését fejezte ki a típus iránt, azonban megrendelést még nem adtak le.
Az Uruguayi Légierő ezzel a típussal tervezi leváltani a koros A–37 Dragonfly flottáját.
Szerbia is rendelt a Jak–130-ból az országnak nyújtott 3 milliárd USD értékű oroszországi hitel keretein belül, amelyet a szerb fegyveres erők korszerűsítésére fordítanak.

## Megrendelő és üzemeltető országok

### Orosz Légierő
12 darabot rendeltek, illetve 4 korábbi elősorozatú géppel rendelkeznek. Egy gép lezuhant üzemeltetés közben a 12 darabos sorozatból. Az Orosz Légierő 72-200 darab közötti mennyiséget kíván hadrendbe állítani.

### Algériai Légierő
16 darabot rendelt 2006-ban.

### Vietnámi Légierő
8 darabot rendelt.

### Fehérorosz Légi- és Légvédelmi Erő
A Fehérorosz Légierő 8 db gépet üzemeltet. Az első 4 db-ot 2015-ben, a második négydarabos sorozatot 2016-ban adták át a megrendelőnek. A gépek a lidai légibázison állomásoznak.

## Fordítás
- Ez a szócikk részben vagy egészben  a   Yakovlev Yak-130 című angol Wikipédia-szócikk ezen változatának fordításán alapul.  Az eredeti cikk szerkesztőit annak laptörténete sorolja fel. Ez a jelzés csupán a megfogalmazás eredetét és a szerzői jogokat jelzi, nem szolgál a cikkben szereplő információk forrásmegjelöléseként.